# The Wrekin
Pour l’article homonyme, voir The Wrekin (circonscription britannique).
The Wrekin (en normand : Monte Gilbert) est une colline de l'Ouest de l'Angleterre. Située dans le comté du Shropshire, dans les Shropshire Hills (en), elle s'élève à 407 mètres d'altitude et constitue un point de repère notable dans la région.